# Mengeš
Mengeš là một khu tự quản (tiếng Slovenia: občine, số ít – občina) trong vùng Osrednjeslovenska của Slovenia. Mengeš có diện tích 22.5 km2, dân số là theo điều tra ngày 31 tháng 3 năm 2002 là 6662 người. Thủ phủ khu tự quản Mengeš đóng tại Mengeš.